# 1976年夏季奧林匹克運動會摔跤比賽
1976年夏季奥林匹克运动会摔跤比赛于7月20日至31日在加拿大蒙特利尔Centre Pierre Charbonneau举行，比赛共分20个小项，古典式和自由式各10个小项，所有项目均为男子项目。

## 奖牌得主

### 自由式
| 项目          | 金牌                            | 银牌                               | 铜牌                                |
| 48公斤级      | 哈桑·伊萨耶夫 · 保加利亚（BUL） | 罗曼·德米特里耶夫 · 苏联（URS）    | 工藤章 · 日本（JPN）                |
| 52公斤级      | 高田裕司 · 日本（JPN）          | Alexander Ivanov · 苏联（URS）     | 全海燮 · 韩国（KOR）                |
| 57公斤级      | 弗拉基米尔·尤明 · 苏联（URS）   | 汉斯-迪特尔·布吕歇特 · 东德（GDR） | 荒井政雄 · 日本（JPN）              |
| 62公斤级      | 梁正模 · 韩国（KOR）            | Zevegiin Oidov · 蒙古（MGL）       | 吉恩·戴维斯 · 美国（USA）           |
| 68公斤级      | Pavel Pinigin · 苏联（URS）     | Lloyd Keaser · 美国（USA）         | 菅原弥三郎 · 日本（JPN）            |
| 74公斤级      | 伊达治一郎 · 日本（JPN）        | Mansour Barzegar · 伊朗（IRI）     | Stanley Dziedzic · 美国（USA）      |
| 82公斤级      | 约翰·彼得森 · 美国（USA）       | Viktor Novozhilov · 苏联（URS）    | 阿道夫·塞格 · 西德（FRG）           |
| 90公斤级      | Levan Tediashvili · 苏联（URS） | 本·彼得森 · 美国（USA）            | 斯泰利克·莫尔科夫 · 罗马尼亚（ROU） |
| 100公斤级     | Ivan Yarygin · 苏联（URS）      | Russell Hellickson · 美国（USA）   | Dimo Kostov · 保加利亚（BUL）       |
| 100公斤以上级 | Soslan Andiyev · 苏联（URS）    | 鲍洛·约瑟夫 · 匈牙利（HUN）        | 拉迪斯劳·希蒙 · 罗马尼亚（ROU）     |

### 古典式
| 项目          | 金牌                                | 银牌                                  | 铜牌                                  |
| 48公斤级      | Alexei Shumakov · 苏联（URS）       | 格奥尔基·贝尔恰努 · 罗马尼亚（ROU）   | Stefan Angelov · 保加利亚（BUL）      |
| 52公斤级      | Vitali Konstantinov · 苏联（URS）   | 尼库·根格 · 罗马尼亚（ROU）           | 平山紘一郎 · 日本（JPN）              |
| 57公斤级      | 佩尔蒂·乌科拉 · 芬兰（FIN）         | 伊万·弗尔吉奇 · 南斯拉夫（YUG）       | Farhat Mustafin · 苏联（URS）         |
| 62公斤级      | 卡齐米日·利平 · 波兰（POL）         | Nelson Davidyan · 苏联（URS）         | 雷齐·拉斯洛 · 匈牙利（HUN）           |
| 68公斤级      | Suren Nalbandyan · 苏联（URS）      | 斯特凡·鲁苏 · 罗马尼亚（ROU）         | 海因茨-赫尔穆特·韦林 · 东德（GDR）    |
| 74公斤级      | Anatoly Bykov · 苏联（URS）         | 维捷斯拉夫·马哈 · 捷克斯洛伐克（TCH） | 卡尔-海因茨·黑尔宾 · 西德（FRG）      |
| 82公斤级      | 莫米尔·佩特科维奇 · 南斯拉夫（YUG） | Vladimir Cheboksarov · 苏联（URS）    | Ivan Kolev · 保加利亚（BUL）          |
| 90公斤级      | Valery Rezantsev · 苏联（URS）      | Stoyan Ivanov · 保加利亚（BUL）       | 切斯瓦夫·克维钦斯基 · 波兰（POL）     |
| 100公斤级     | Nikolai Balboshin · 苏联（URS）     | Kamen Goranov · 保加利亚（BUL）       | 安杰伊·斯克日德莱夫斯基 · 波兰（POL） |
| 100公斤以上级 | 亚历山大·科尔钦斯基 · 苏联（URS）   | Aleksandar Tomov · 保加利亚（BUL）    | 罗曼·科德雷亚努 · 罗马尼亚（ROU）     |

## 奖牌榜
| 排名                      | 国家 / 地区               | 金牌 | 銀牌 | 銅牌 | 总计 |
| ------------------------- | ------------------------- | ---- | ---- | ---- | ---- |
| 1                         | 苏联（URS）               | 12   | 5    | 1    | 18   |
| 2                         | 日本（JPN）               | 2    | 0    | 4    | 6    |
| 3                         | 保加利亚（BUL）           | 1    | 3    | 3    | 7    |
| 4                         | 美国（USA）               | 1    | 3    | 2    | 6    |
| 5                         | 南斯拉夫（YUG）           | 1    | 1    | 0    | 2    |
| 6                         | 波兰（POL）               | 1    | 0    | 2    | 3    |
| 7                         | 韩国（KOR）               | 1    | 0    | 1    | 2    |
| 8                         | 芬兰（FIN）               | 1    | 0    | 0    | 1    |
| 9                         | 罗马尼亚（ROU）           | 0    | 3    | 3    | 6    |
| 10                        | 东德（GDR）               | 0    | 1    | 1    | 2    |
| 10                        | 匈牙利（HUN）             | 0    | 1    | 1    | 2    |
| 12                        | 伊朗（IRI）               | 0    | 1    | 0    | 1    |
| 12                        | 蒙古（MGL）               | 0    | 1    | 0    | 1    |
| 12                        | 捷克斯洛伐克（TCH）       | 0    | 1    | 0    | 1    |
| 15                        | 西德（FRG）               | 0    | 0    | 2    | 2    |
| 总计（共15个国家 / 地区） | 总计（共15个国家 / 地区） | 20   | 20   | 20   | 60   |

## 参赛国家和地区
本赛共有来自41个国家和地区的330名运动员参加：
| - 阿根廷（3） - （3） - 奥地利（2） - 比利时（2） - 保加利亚（20） - 加拿大（15） - 古巴（9） - 捷克斯洛伐克（5） - 东德（12） - 厄瓜多尔（1） - 芬兰（7） |  | - 法国（5） - 英国（7） - 希腊（4） - 匈牙利（18） - 伊朗（17） - 以色列（1） - 意大利（8） - 日本（20） - 黎巴嫩（1） - 墨西哥（2） |  | - 蒙古（13） - 摩洛哥（4） - 新西兰（2） - 朝鲜（3） - 挪威（2） - 巴基斯坦（2） - 巴拿马（1） - 波兰（14） - 葡萄牙（3） - 波多黎各（5） |  | - 罗马尼亚（19） - 塞内加尔（5） - 韩国（11） - 苏联（20） - 瑞典（8） - 土耳其（11） - 美国（20） - （4） - 西德（15） - 南斯拉夫（6） |